# 瓜諾縣
1°35′0″S 78°38′0″W / 1.58333°S 78.63333°W
瓜諾縣（西班牙語：Cantón Guano），是厄瓜多爾的縣份，位於該國中部，由欽博拉索省負責管轄，面積460平方公里，是重要的羊毛織品中心，2001年人口37,888，人口密度每平方公里82.37人。